# La Verdière
 La Verdière  (en occitano La Verdièra) es una población y comuna francesa, que se encuentra en la región de Provenza-Alpes-Costa Azul, departamento de Var, en el distrito de Brignoles y cantón de Rians.

## Demografía
| 473 | 486 | 505 | 524 | 646 | 782 |
| Para los censos de 1962 a 1999 la población legal corresponde a la población sin duplicidades (Fuente: INSEE [Consultar]) |     |     |     |     |     |